# Vịnh Encounter

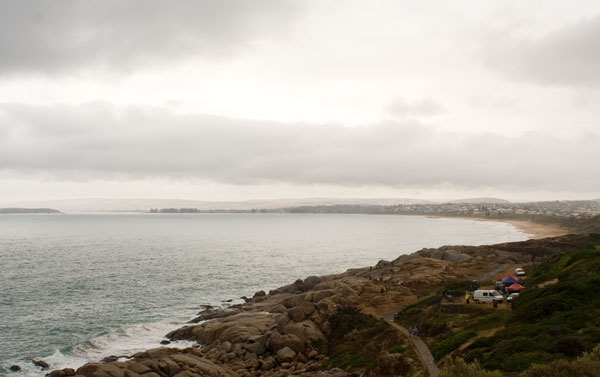
Vịnh Encounter nhìn từ Port Elliot, Nam Úc

Vịnh Encounter (có nghĩa là "vịnh gặp gỡ") là một vịnh của Úc, ngoài bờ biển miền trung nam của tiểu bang Nam Úc, cách thành phố Adelaide khoảng 100 km về phía nam.
Vịnh được đặt tên này sau cuộc gặp gỡ ngày 8 tháng 4 năm 1802 giữa hai nhà thám hiểm Matthew Flinders của Anh Quốc và Nicolas Baudin của Pháp, cả hai đều vẽ hải đồ vùng bờ biển Úc cho nước của mình. Cuộc gặp gỡ giữa hai khoa học gia này là hòa bình, mặc dù thời đó hai nước đang có chiến tranh với nhau.
Vịnh này là một vòng cung bờ biển rộng, trải dài từ Newland Head (The Bluff) dọc bờ biển phía nam của Bán đảo Fleurieu qua các thành phố Victor Harbor, Goolwa và cửa sông Murray rồi sang phía đông nam dọc Vườn quốc gia Coorong tới Kingston SE.